# Einbruch
Als Einbruch bezeichnet man das unerlaubte Eindringen in einen abgegrenzten Bereich bei Überwindung eines Hindernisses oder einer besonderen Sicherung gegen Wegnahme; Näheres wird im nationalen Recht definiert. Ein Einbruch geschieht in der Regel mit dem Ziel, in den Besitz von Gegenständen und/oder Informationen zu gelangen.

## Strafrecht

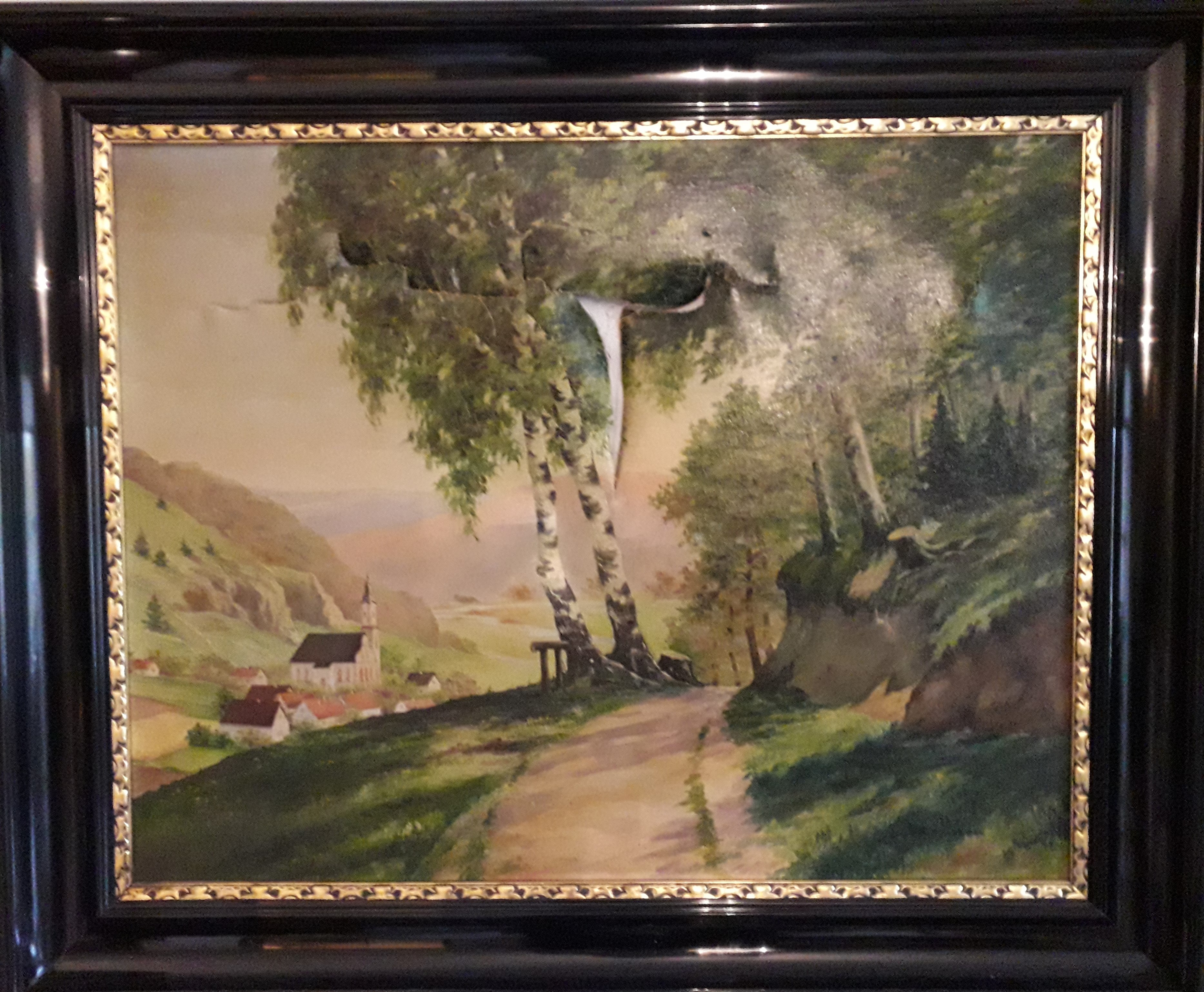
Bei einem Einbruch durch Vandalismus beschädigtes Ölgemälde

Ein Tatbestand „Einbruch“ kommt im deutschen Rechtskreis nicht vor. Einbruch ist immer an weitere Motive oder Tatbestände gekoppelt, wie Diebstahl, Hausfriedensbruch oder die Sachbeschädigung an Hindernissen bzw. der Versuch derselben.

### Deutschland
Nach deutschem Strafrecht kommen die Tatbestände des § 243 (Besonders schwerer Fall des Diebstahls) und § 244 (Diebstahl mit Waffen; Bandendiebstahl; Wohnungseinbruchdiebstahl) jeweils mit dem Grundtatbestand des § 242 sowie der Hausfriedensbruch nach § 123 in Betracht. Wird zum Einbruch z. B. ein Schloss oder Fenster beschädigt, liegt tateinheitlich Sachbeschädigung vor. Der maßgebliche Unterschied zwischen den Diebstahlsformen und dem Hausfriedensbruch ist die Zueignungsabsicht. Der Einbruchsdiebstahl ist die bei weitem häufigste Form.
An Hausfriedensbruch kann gedacht werden, wenn der „Einbrecher“ ohne Bereicherungsabsicht handelt, aber wissentlich oder erklärtermaßen unwillkommen ist.

### Österreich
In Österreich begeht man nach § 129 StGB (Diebstahl durch Einbruch oder mit Waffen) eine Straftat.

### Schweiz
Wer in der Schweiz einen Einbruch verübt, macht sich nach Art. 139 StGB wegen Diebstahl, nach Art. 186 StGB wegen Hausfriedensbruch, und/oder zusätzlich nach Art. 144 StGB wegen Sachbeschädigung strafbar.

## Vorgehensweisen

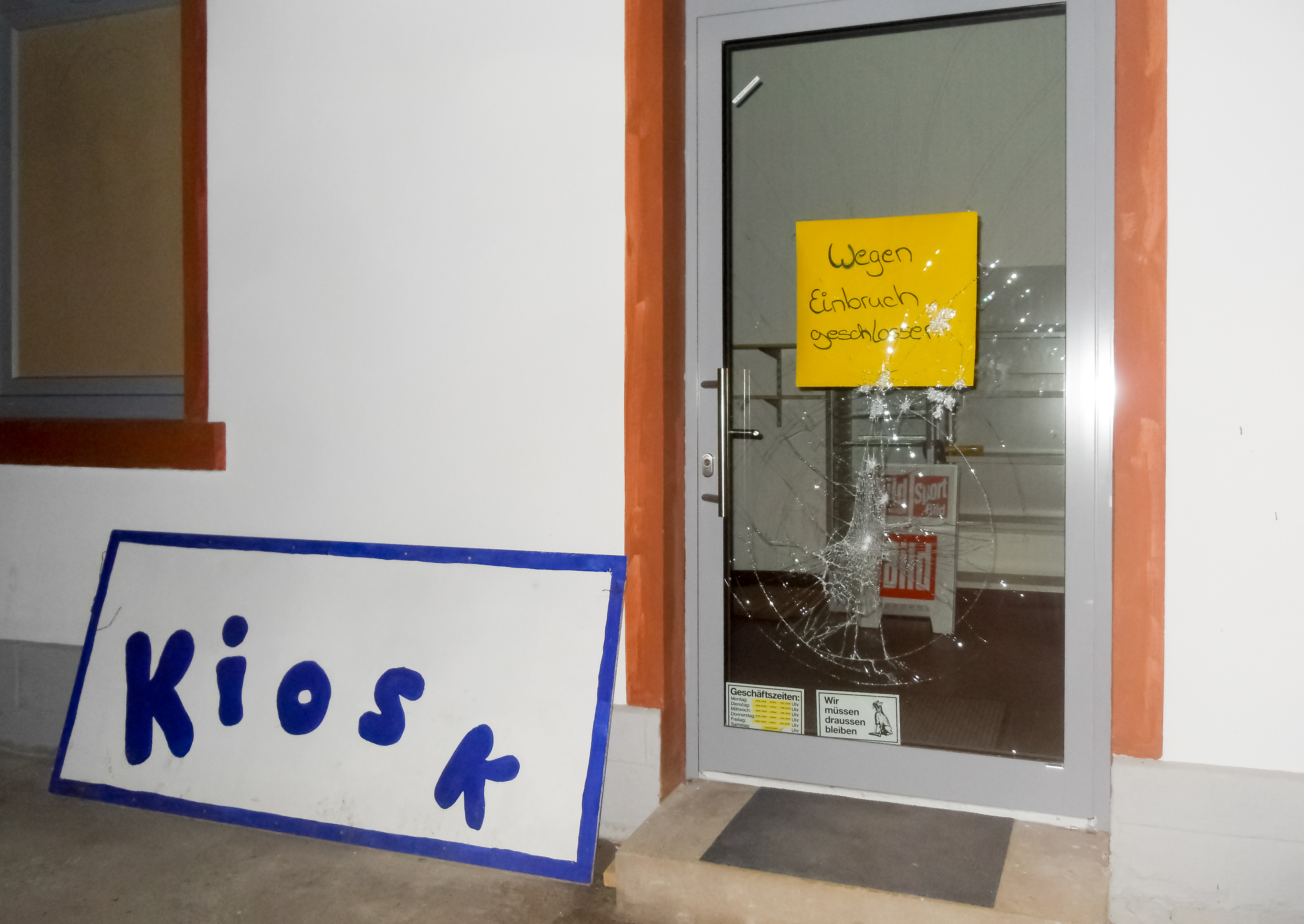
Beschädigte Eingangstür nach einem Einbruch in einen Bahnhofskiosk in Guntersblum: Oft zeigen sich nach Einbrüchen auch Sachbeschädigungen

Türen und Fenster werden bei Einbrüchen häufig mit Werkzeugen aufgebrochen bzw. aufgehebelt – eine bei schwachen Schließblechen und kleinen Rollzapfen gängige Täterarbeitsweise. Sehr häufig kommt es auch zu Angriffen auf Schließzylinder von Zylinderschlössern. Schließzylinder sind ein wichtiger Bestandteil der Türabsicherung. Sie können jedoch nur in der Systemeinheit – Schloss, Schließzylinder, Beschlag – Sicherheit bieten. Bei Einbrüchen werden Schließzylinder in vielfältiger Weise angegriffen. Sie müssen daher gegen die Täterarbeitsweisen Abbrechen, Aufbohren, Nachschließen und Ziehen Schutz bieten.
Im Detail kommen in Betracht:
- Aufbrechen/Aufhebeln der Tür oder des Fensters mit Werkzeugen im Verschlussbereich oder der Bandseite
- Türblattdurchbruch mit körperlicher Gewalt (Glas-/Holzfüllung)
- Angriffe auf Schloss und Beschlag oder den Schließzylinder
- Öffnen der Tür mit einem Schlüssel
- Bohrangriffe im Fenstergriffbereich/Olive
- Glas einschlagen, durchgreifen und entriegeln

Unter einer Heißen Arbeit versteht man den Modus Operandi bezüglich des angegangenen Objekts. Dabei wird Feuer (Aufschweißen) verwendet.

Eine Kalte Arbeit ist hingegen die Anwendung von Werkzeugen (aufhebeln).

## Prävention
Maßnahmen zum Einbruchschutz sollen das unerlaubte Eindringen in einen verriegelten Raum oder Bereich verhindern. Einbrüche können durch das Anlegen von Hindernissen (Umzäunungen, Türen, Sicherheitstechnik) und eine Erhöhung der Sicherheit, zum Beispiel durch Streifendienst, erschwert werden. Große Firmengebäude oder -gelände können darüber hinaus durch Nachtwächter gesichert werden, Privatpersonen und Unternehmen schützen ihr Eigentum oft durch Einbruchmeldeanlagen oder verschiedene Arten der Anwesenheitssimulation. Während Anwesenheit früher vor allem damit simuliert wurde, ein Licht oder den Fernseher anzulassen, wird heute vermehrt mit Smart Home Technologie gearbeitet. Hierbei handelt es sich um digital verlinkte Systeme, die dem Bewohner die Möglichkeit geben, verschiedene elektronischen Geräte des Hauses vom Smartphone aus zu steuern. So können Sensoren, Kameras, vorhandene Lichter und eigens dafür entwickelte TV- und Schattenbewegungs-Simulationsgeräte miteinander verbunden werden um nicht nur Einbrecher abzuschrecken, sondern auch um im Falle eines Einbruchs reagieren zu können sowie die Aufklärungsarbeit der Polizei zu erleichtern.

## Aufklärungsquote
Die Aufklärungsquote ist bei Einbruchsdelikten gering. Sie betrug in Deutschland im Jahr 1973 20,3 % (nur Bundesrepublik Deutschland), 1993 13,8 % und 2012 15,7 %. Im Vergleich zu 2011 ist dies sogar ein Rückgang von 0,5 Prozent. Der steigenden Einbruchsrate steht 2013 auch eine sinkende Aufklärungsquote von nur 15,5 % entgegen. Allerdings reichen nur bei etwa einem Drittel dieser (von der Polizei als aufgeklärt bewerteten) Fälle die Beweise für eine Anklage aus und effektiv kommt es in etwa drei Prozent der Fälle zu Verurteilungen.